# Dmitrii Breus
Dmitrii Sergueïevitch Breus - en russe : Дмитрий Сергеевич Бреус et en anglais : Dmitri Breus - (né le 22 février 2004 à Almaty au Kazakhstan) est un joueur professionnel kazakh de hockey sur glace. Il évolue au poste de défenseur.

## Biographie

### Carrière en club
En 2021, il joue ses premiers matchs en senior avec le Snejnye Barsy Astana dans le championnat du Kazakhstan. En 2022, il part chez le Tchaïka Nijni Novgorod dans la MHL, la ligue junior russe. L'équipe remporte la Coupe Kharlamov 2023. En 2023-2024, il découvre la KHL avec le Torpedo Nijni Novgorod.

### Carrière internationale
Il représente le Kazakhstan au niveau international. Il prend part aux sélections jeunes.

## Statistiques

### En club
| Saison    | Équipe                       | Ligue      |    | Saison régulière | Saison régulière | Saison régulière | Saison régulière | Saison régulière |   | Séries éliminatoires | Séries éliminatoires | Séries éliminatoires | Séries éliminatoires | Séries éliminatoires |
| Saison    | Équipe                       | Ligue      | PJ | B                | A                | Pts              | Pun              | PJ               | B | A                    | Pts                  | Pun                  |                      |                      |
| 2021-2022 | Snejnye Barsy Astana         | Kazakhstan | 42 | 2                | 9                | 11               | 22               | -                | - | -                    | -                    | -                    |                      |                      |
| 2022-2023 | Tchaïka Nijni Novgorod       | MHL        | 39 | 0                | 8                | 8                | 18               | 17               | 1 | 2                    | 3                    | 12                   |                      |                      |
| 2023-2024 | Torpedo Nijni Novgorod       | KHL        | 14 | 1                | 2                | 3                | 0                | 5                | 0 | 1                    | 1                    | 2                    |                      |                      |
| 2023-2024 | Tchaïka Nijni Novgorod       | MHL        | 28 | 7                | 10               | 17               | 30               | 12               | 0 | 8                    | 8                    | 10                   |                      |                      |
| 2024-2025 | Torpedo Nijni Novgorod       | KHL        | 17 | 1                | 1                | 2                | 10               | -                | - | -                    | -                    | -                    |                      |                      |
| 2024-2025 | Torpedo Gorki-Nijni Novgorod | VHL        | 32 | 1                | 3                | 4                | 8                | 5                | 0 | 0                    | 0                    | 0                    |                      |                      |